# Claus Wagner (Sportfunktionär)
Claus Wagner  (* 1947 in Marktl; † 2016 in Ingolstadt) war ein deutscher Sportfunktionär im Bereich Tischtennis.

## Leben
Claus Wagner wurde 1947 in Marktl geboren. Mit 15 Jahren begann er Tischtennis zu spielen. Er wuchs in Weißenburg in Bayern auf.
Wagner war ab 1988 Vizepräsident und ab 1994 bis zu seinem Tod Präsident des Bayerischen Tischtennis-Verbands. Bis zur Auflösung des Süddeutschen Tischtennis-Verbandes war er dessen Präsident. Er war Vorsitzender des TSV 1860 Weißenburg.
Er übte das Amt eines Kreisrats im Landkreis Weißenburg-Gunzenhausen sowie als Stadtrat in Treuchtlingen für die SPD aus. Er war Lehrer und späterer Direktor einer Grundschule.
Wagner verstarb im Alter von 68 Jahren im Klinikum Ingolstadt an einer Krebserkrankung. Er wurde auf dem Südfriedhof in Weißenburg am 17. Mai 2016 beerdigt.
Claus Wagner hinterließ seine Frau Maria. Er hatte zwei Kinder.

## Auszeichnung
- 2011 Bundesverdienstkreuz am Bande